# Fortune Global 500
 (août 2024).
Si vous disposez d'ouvrages ou d'articles de référence ou si vous connaissez des sites web de qualité traitant du thème abordé ici, merci de compléter l'article en donnant les références utiles à sa vérifiabilité et en les liant à la section « Notes et références ».
Fortune Global 500 est une liste de 500 entreprises mondiales classées selon l'importance de leur chiffre d'affaires. Elle est publiée chaque année par le magazine Fortune, qui publie aussi un classement américain : Fortune 500. Une liste similaire classe les 500 entreprises mondiales selon leur niveau de capitalisation boursière : Financial Times Global 500 (FT 500).
Pour les chiffres précédents 2010 se rapporter à la palette en fin d'article. 
De 2001 à 2012, il y a eu un changement significatif dans la répartition géographique des entreprises dans le classement du Global 500. Le nombre de sociétés basées en Amérique du Nord a diminué, passant de 215 en 2001 à 144 en 2011 tandis que la contribution des sociétés basées en Asie a augmenté rapidement, passant de 116 en 2001 à 188 en 2012. La part des entreprises basées en Europe a très légèrement augmenté au cours de la décennie, de 158 à 160.
En 2019, la Chine dépasse pour la première fois les États-Unis avec 129 entreprises dans le top 500. En 2024, les États-Unis récupèrent la première place.

## Classements

### Par année
- Classement 2005 paru en 2006.
- Classement 2006 paru en 2007.
- Classement 2007 paru en 2008.
- Classement 2008 paru en 2009.
- Classement 2009 paru en 2010.
- Classement 2010 paru en 2011.
- Classement 2011 paru en 2012.
- Classement 2012 paru en 2013.
- Classement 2013 paru en 2014.
- Classement 2014 paru en 2015.
- Classement 2015 paru en 2016.
- Classement 2016 paru en 2017.
- Classement 2017 paru en 2018.
- Classement 2018 paru en 2019.
- Classement 2019 paru en 2020.
- Classement 2020 paru en 2021.
- Classement 2021 paru en 2022.
- Classement 2022 paru en 2023.
- Classement 2023 paru en 2024.
- Classement 2024 paru en 2025.

### Par pays
L'année correspond à la date de publication. 
| Pays         | 2014   | 2014   | 2024   | 2024   | 2024            |
| Pays         | Nombre | Part   | Nombre | Part   |                 |
| ------------ | ------ | ------ | ------ | ------ | --------------- |
| États-Unis   | 128    | 25,6 % | 139    | 27,8 % | en augmentation |
| Chine        | 95     | 19,0 % | 128    | 25,6 % | en augmentation |
| Japon        | 57     | 11,4 % | 40     | 8,0 %  | en diminution   |
| Allemagne    | 28     | 5,6 %  | 29     | 5,8 %  | en augmentation |
| France       | 31     | 6,2 %  | 24     | 4,8 %  | en diminution   |
| Royaume-Uni  | 28     | 5,6 %  | 17     | 3,4 %  | en diminution   |
| Corée du Sud | 17     | 3,4 %  | 15     | 3,0 %  | en diminution   |
| Canada       | 10     | 2,0 %  | 14     | 2,8 %  | en augmentation |
| Suisse       | 13     | 2,6 %  | 11     | 2,2 %  | en diminution   |
| Pays-Bas     | 13     | 2,6 %  | 11     | 2,2 %  | en diminution   |